# Běchary
Běchary (en allemand : Biechar) est une commune du district de Jičín, dans la région de Hradec Králové, en République tchèque. Sa population s'élevait à 263 habitants en 2022.

## Géographie
Běchary se trouve à 15 km au sud-sud-ouest de Jičín, à 40 km à l'ouest-nord-ouest de Hradec Králové et à 67 km à l'est-nord-est de Prague.
La commune est limitée par Cholenice au nord-ouest et au nord, par Vršce à l'est, par Židovice à l'est et au sud-est, par Chotěšice au sud, et par Budčeves à l'ouest.

## Histoire
La première mention écrite du village date de 1290.

## Galerie

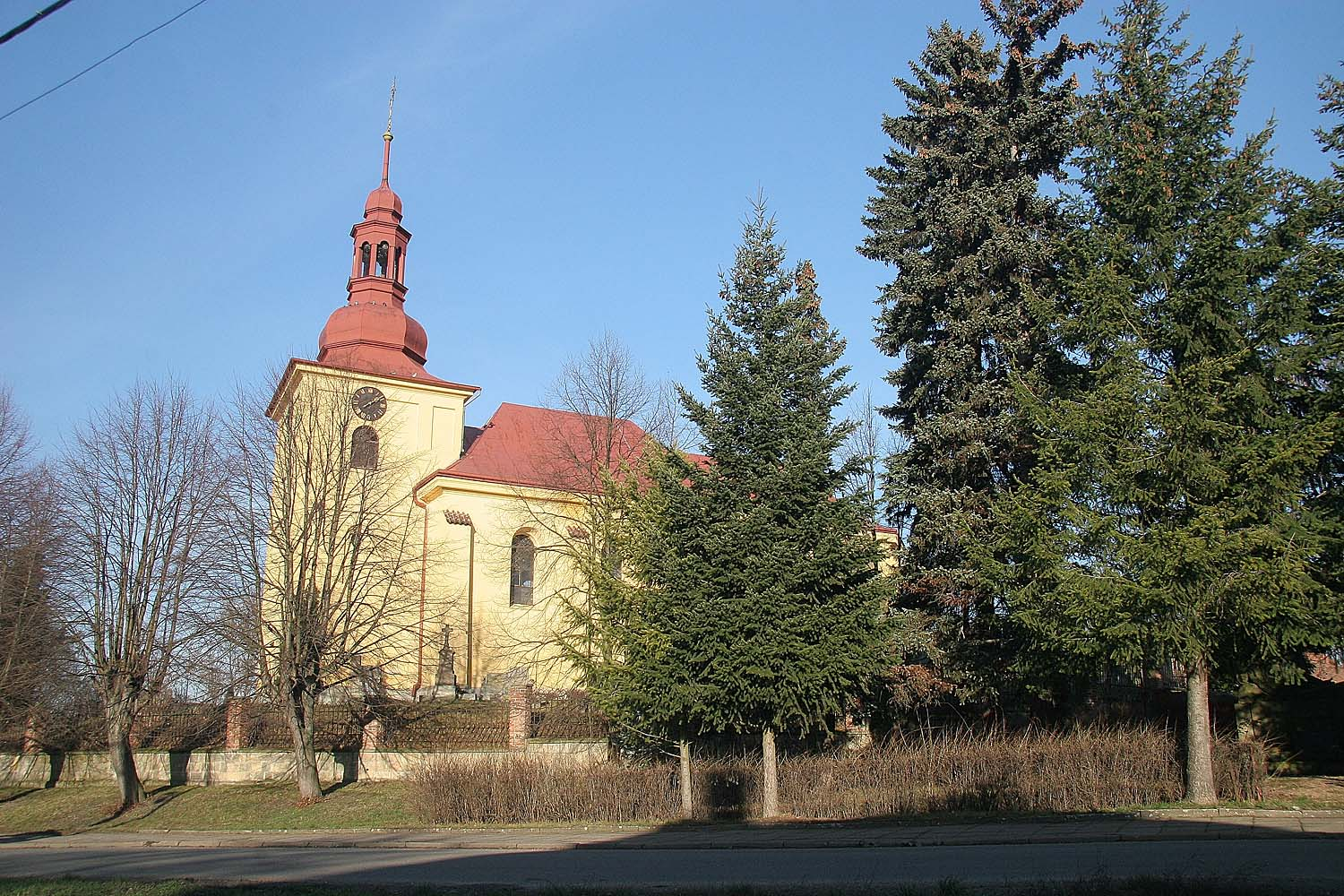
Église Saint-Adalbert de Prague.
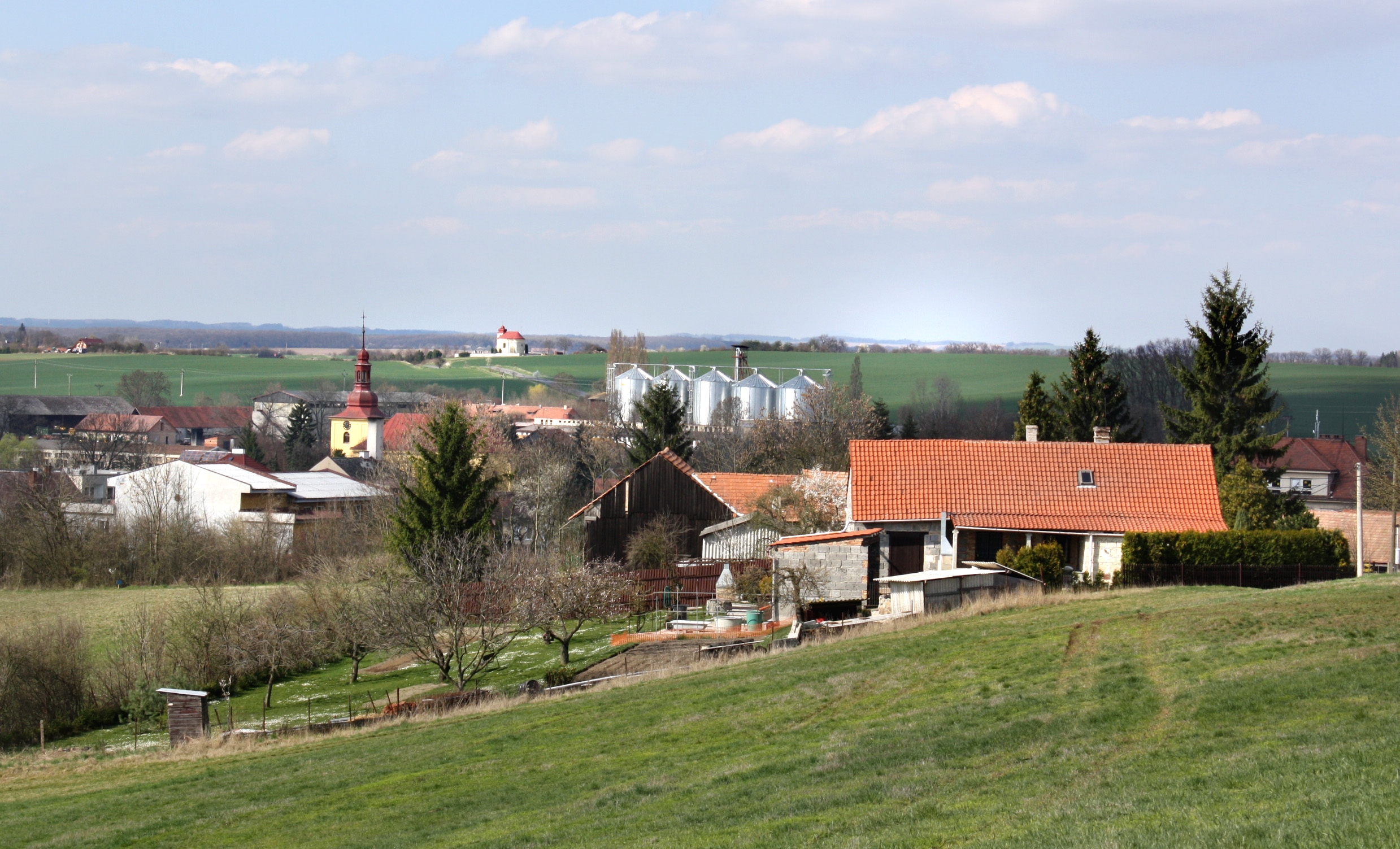
Běchary : quartier ouest.

## Transports
Par la route, Běchary se trouve à 17 km de Kopidlno, à 17 km de Jičín, à 49 km de Hradec Králové et à 88 km de Prague.

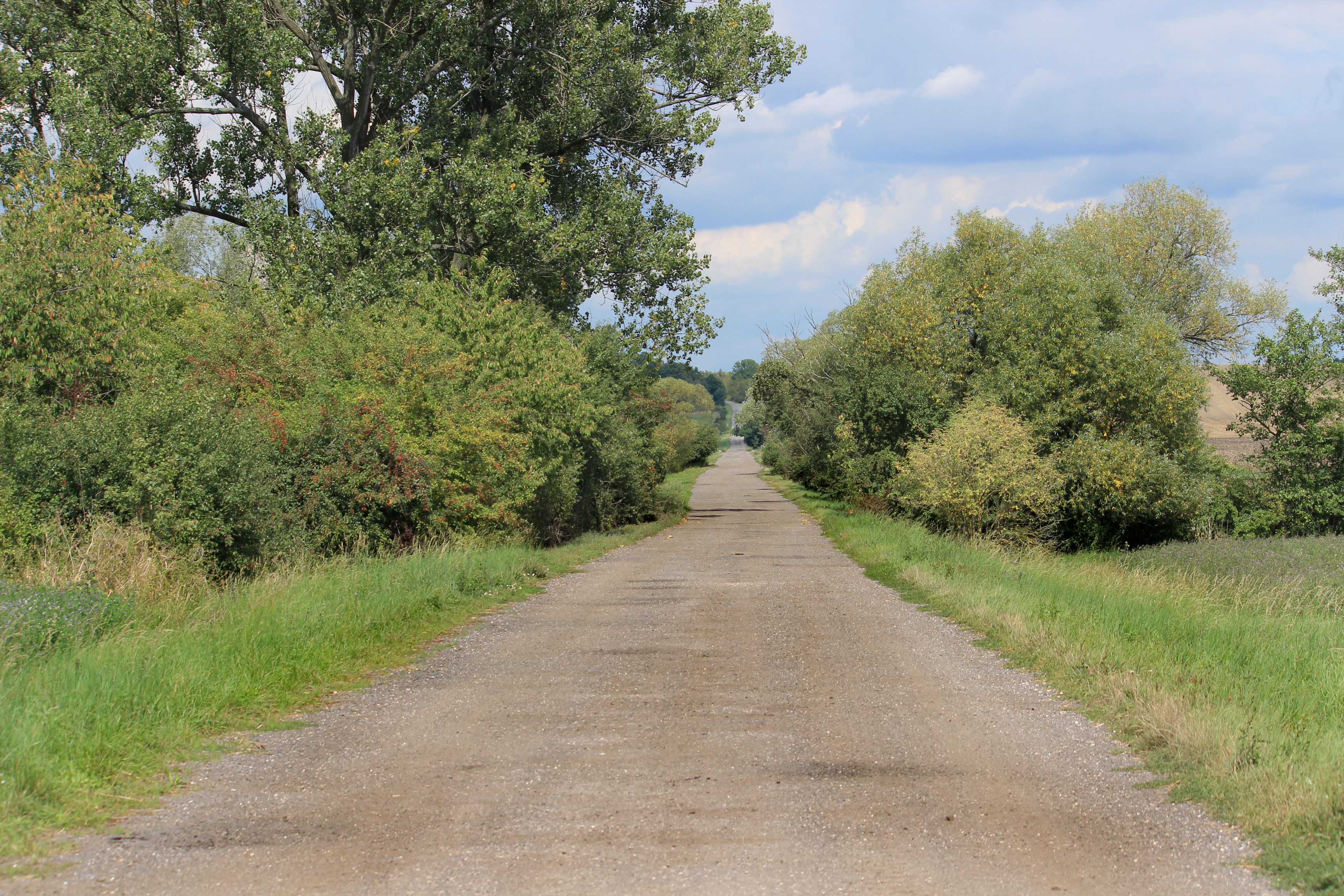
Route entre Běchárky et Běchary.